# Bulbophyllum ebulbe
Bulbophyllum ebulbe là một loài phong lan thuộc chi Bulbophyllum.